# كيسي دارنيل
كيسي دارنيل (بالإنجليزية: Casey Darnell)‏ هو كاتب أغاني ومغني أمريكي، ولد في 24 سبتمبر 1978 في لينشبرغ في الولايات المتحدة.

## وصلات خارجية
- الموقع الرسمي